# Camping Tramp
Camping Tramp, nebo celým polským názvem Hotel i Camping Tramp, je kemp, levný hotel a plovárna v části Piaski města Toruň v Kujavsko-pomořském vojvodství v Polsku. Nachází se na levém břehu veletoku Visla a jejího ramena Mała Wisełka, nedaleko mostu im. Józefa Piłsudskiego a nádraží Toruń Główny.

## Historie
Kemp navazuje na tradici bazénového komplexu z roku 1912 a podle zpráv z roku 1923 to bylo největší koupaliště v Polsku a spravovala jej armáda. V roce 1934 byla provedena rekonstrukce a v té době se jednalo o jedno z nejmodernějších zařízení svého druhu v Polsku. Během druhé světové války byl opravován válečnými zajatci, především Brity. V roce 1973, po výstavbě nového moderního koupaliště Wodnik na pravém břehu Visly, bylo koupaliště uzavřeno. Na místě koupaliště byl zřízen současný kemp, který byl v roce 2013 rekonstruován, rozšířen a byla postavena nová budova hotelu a stravovacího zařízení, nové chatky, dětské hřiště a víceúčelové hřiště na volejbal a basketbal. V červnu 2020 opět otevřen areál letního koupaliště se sociálním zařízením.

## Další informace
Kemp provozuje místní Miejski Ośrodek Sportu i Rekreacji. Místo nabízí také místa pro stany a karavany. Ke kampu vede turistická trasa Szlak im. Stanisława Noakowskiego a cyklostezka.

## Galerie

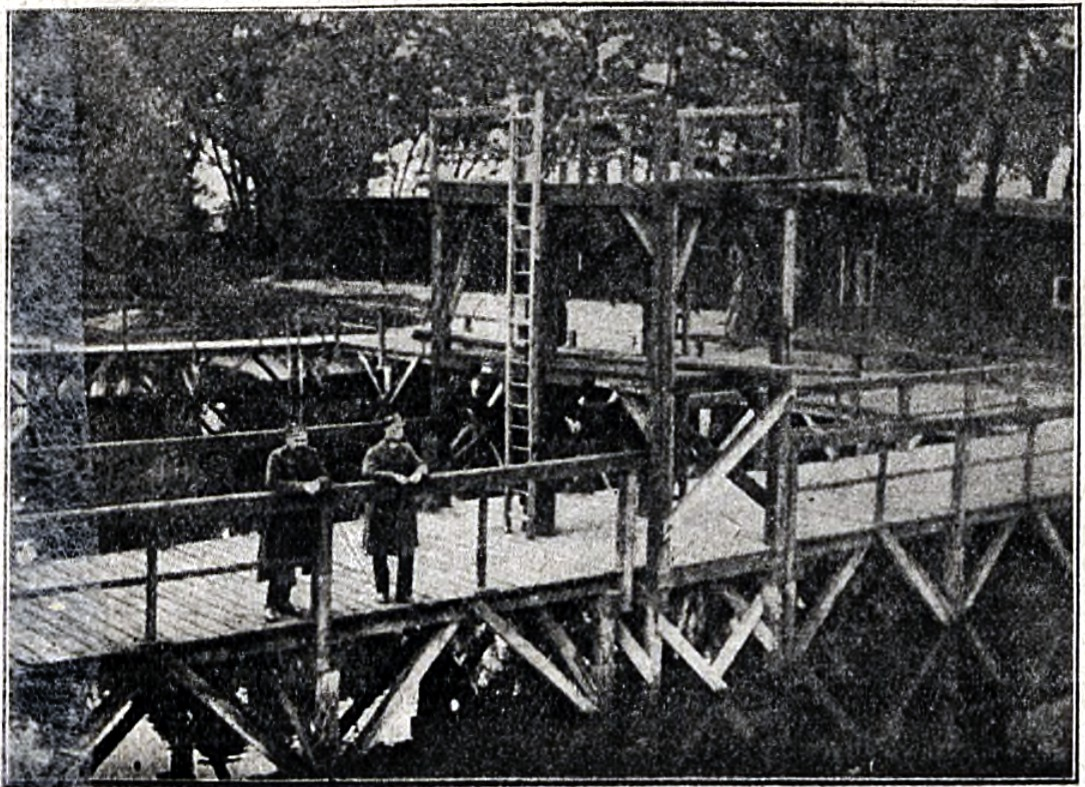
Historická fotografie plovárny
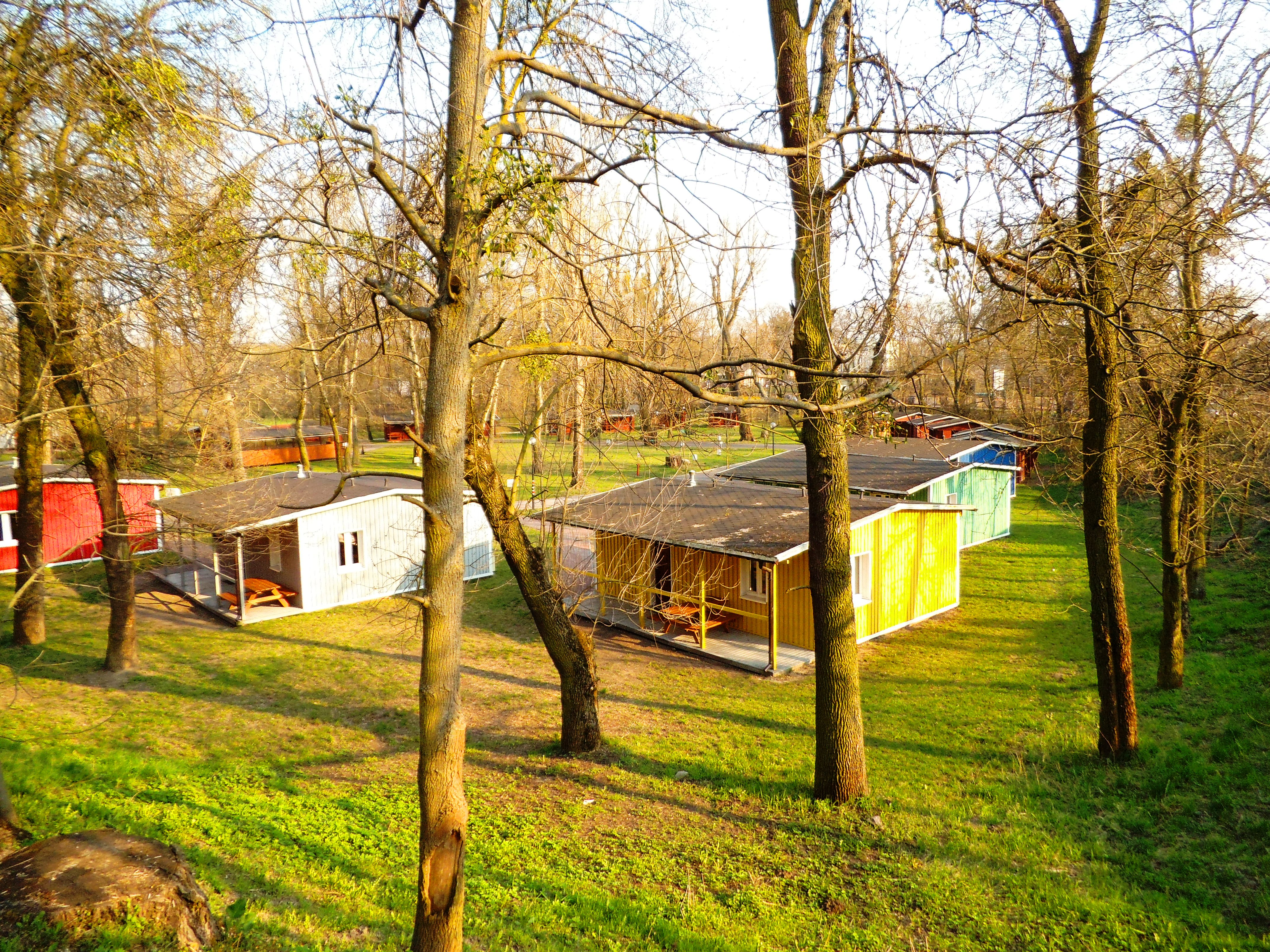
Chatky v kempu
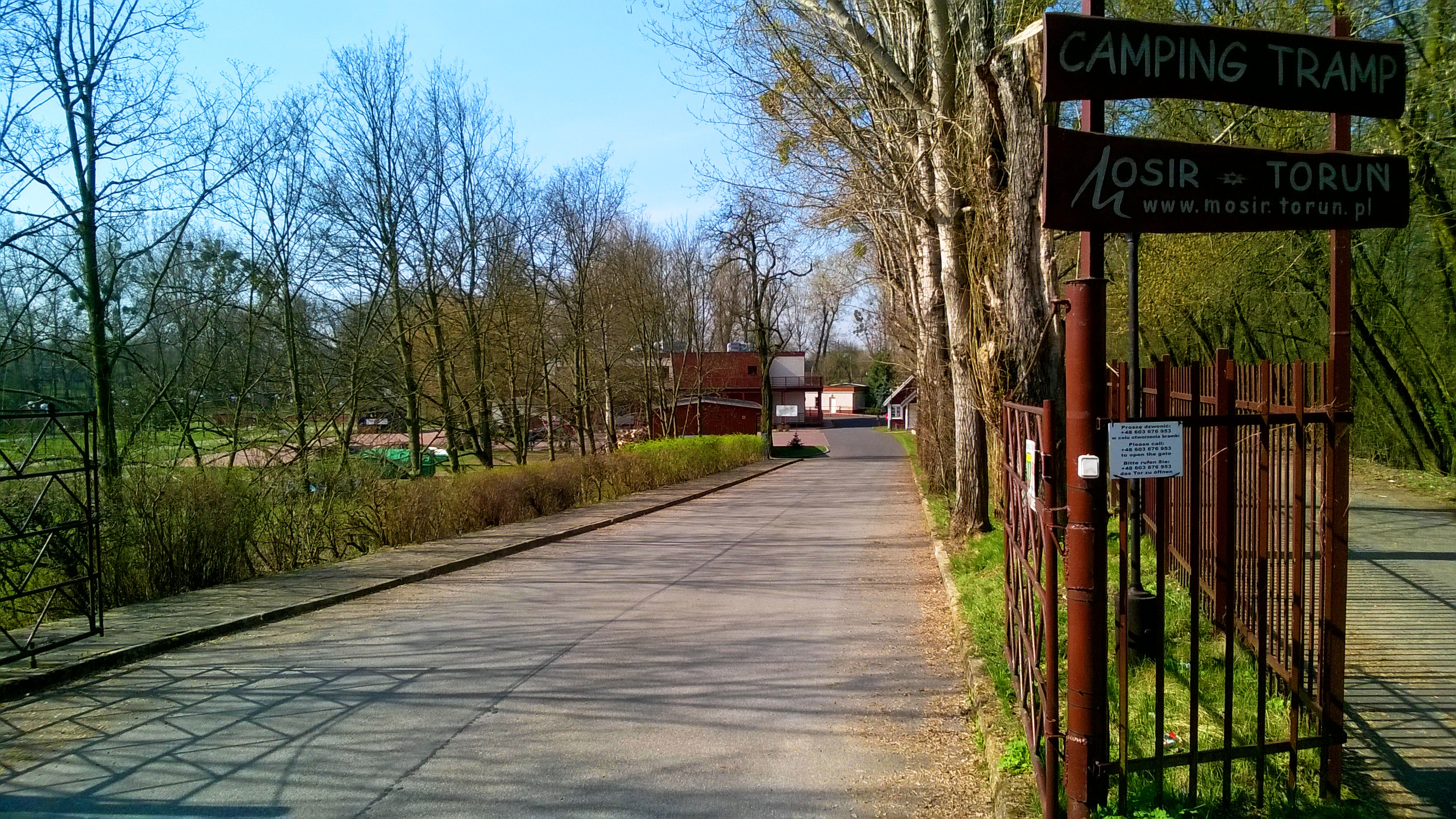
Vjezd do kempu
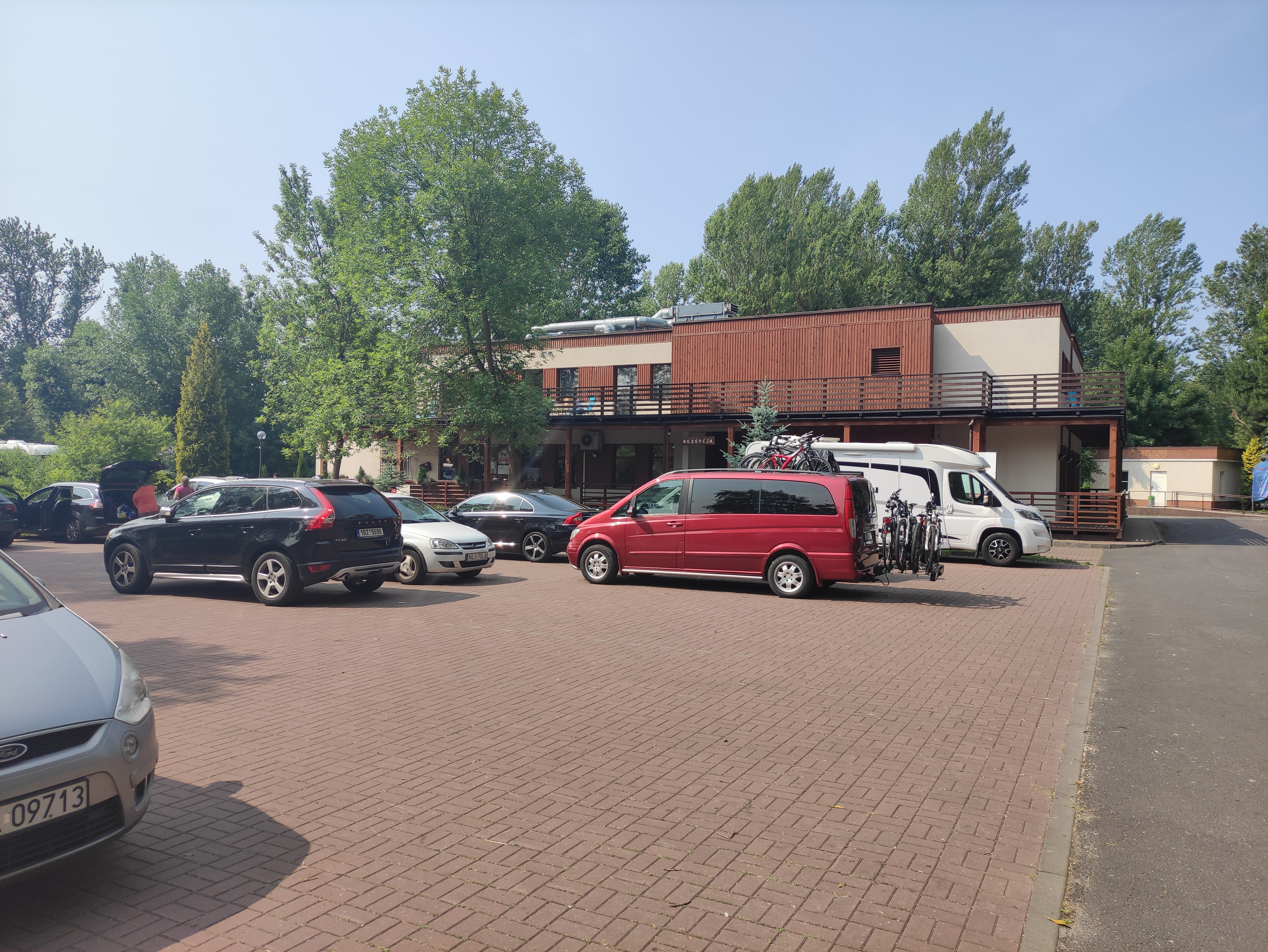
Centrální budova kempu